# Війна світів 2: Наступна хвиля
«Війна світів 2: Наступна хвиля» (англ. «War of the Worlds 2: The Next Wave», 2008) — мокбастер, науково-фантастичний DVD-фільм режисера Томаса Хауелла за мотивами роману «Війна світів» Герберта Велза. Продовження «Війни світів Герберта Велза» 2005 року.

## Зміст
Одного разу вони вже прилітали на нашу планету, щоб поневолити людство і заволодіти земними ресурсами. Тоді вони отримали гідну відсіч. Та мерзенні прибульці оговталися від поразки і підготували другий план нападу, більш продуманий і небезпечний. Чи зуміє людство не дати інопланетянам шанс взяти реванш і знищити армію вторгнення цього разу?

## У ролях
| Актор           | Роль            |
| --------------- | --------------- |
| Сі Томас Хауелл | Джордж Герберт  |
| Крістофер Рід   | Піт             |
| Кім Літтл       | -               |
| Джонатан Левіт  | -               |
| Данна Брейді    | -               |
| Фред Гріффіт    | основний Крамер |
| Даррен Далтон   | -               |
| Девід Рігал     | -               |
| Дешіл Ховел     | Алекс Херберт   |
| Леслі Гомез     | -               |
| Зак Бесіда      | -               |

## Знімальна група
- Режисер — Сі Томас Хауелл
- Сценарист — Ерік Форсберг, Девід Майкл Летт, Стів Бевілакуа
- Продюсер — Девід Майкл Летт, Пол Бейлс, Меттью Болтон
- Композитор — Ральф Рикерманн